# Gorinchem

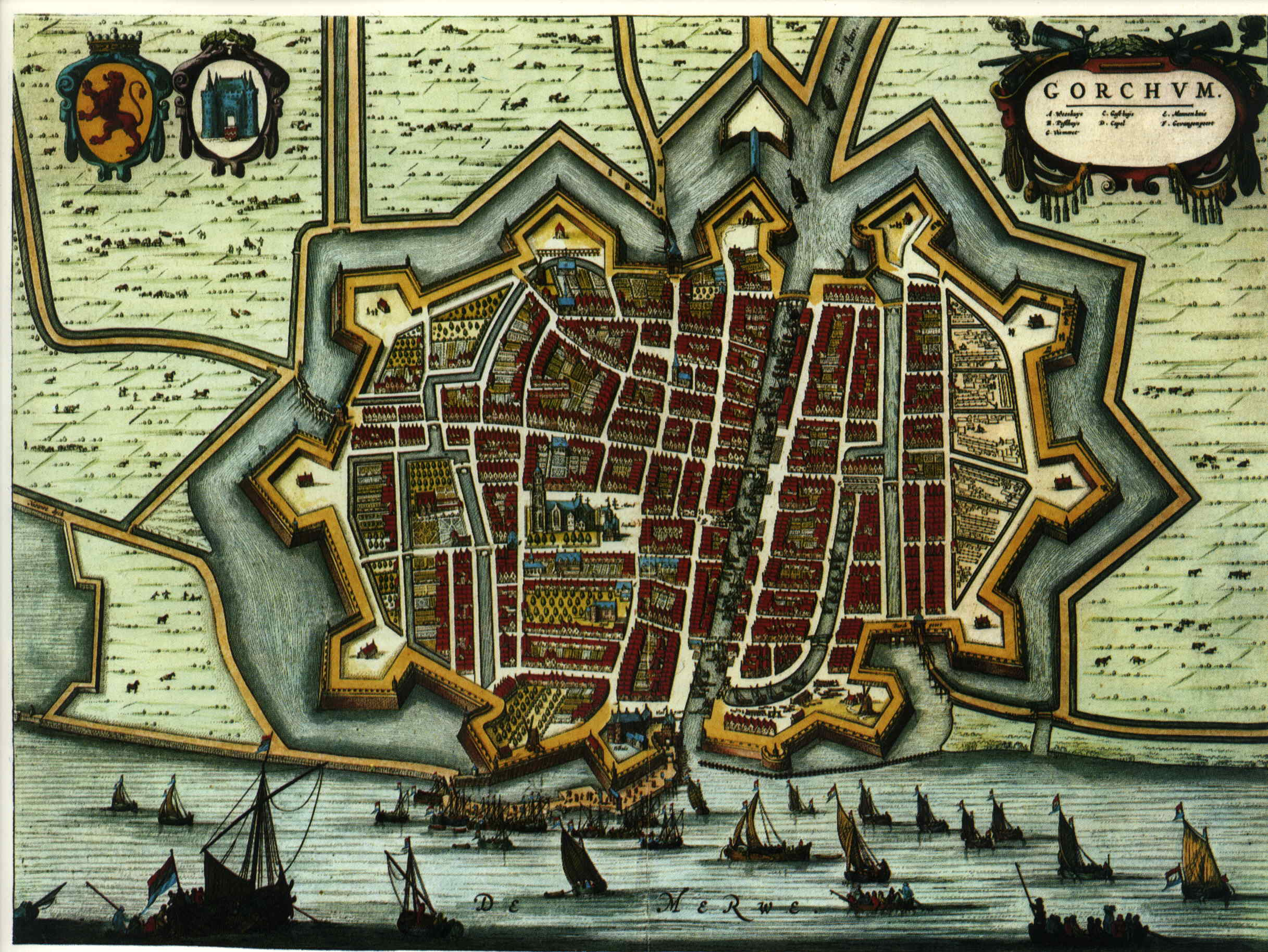
Kaart van de Vestingstad Gorinchem van Blaeu uit 1652 met de vier stadspoorten

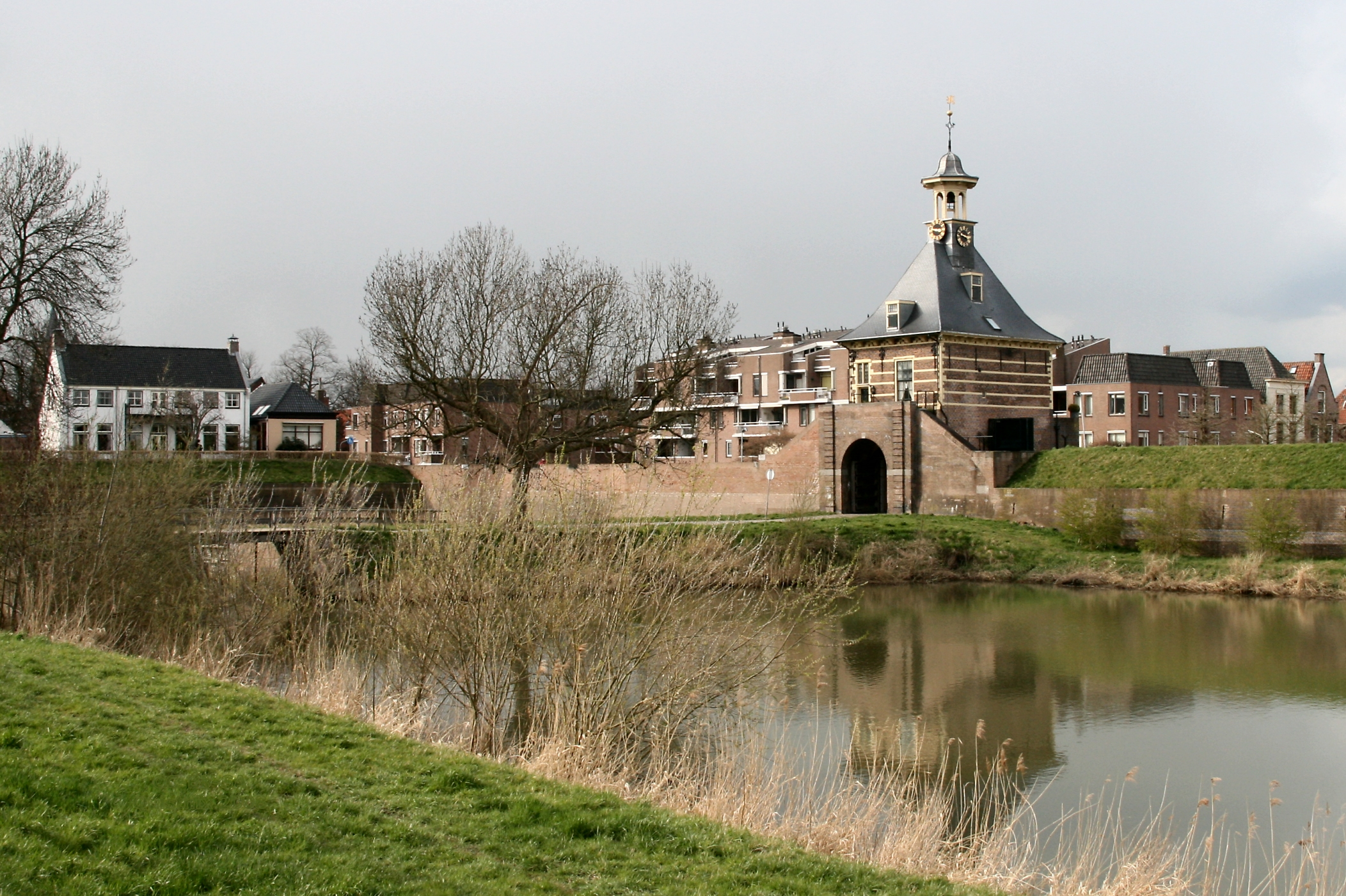
De Dalempoort en een deel van de bestaande stadswallen

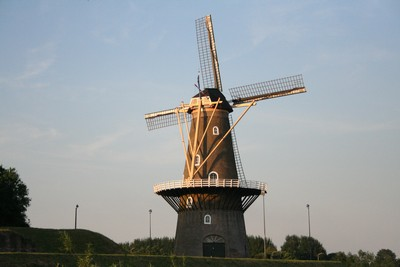
Korenmolen De Hoop Gorinchem

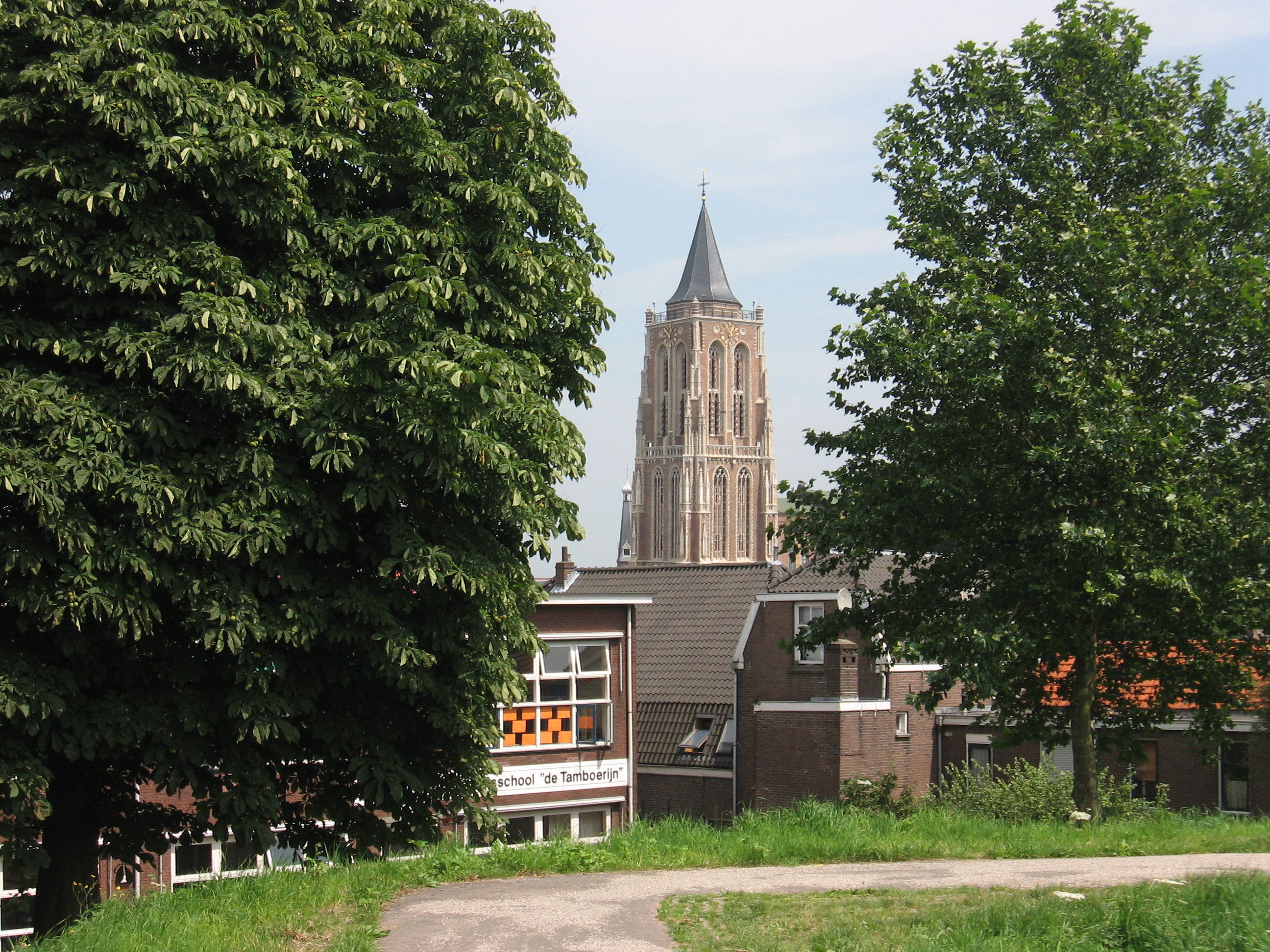
Toren van de Grote Kerk

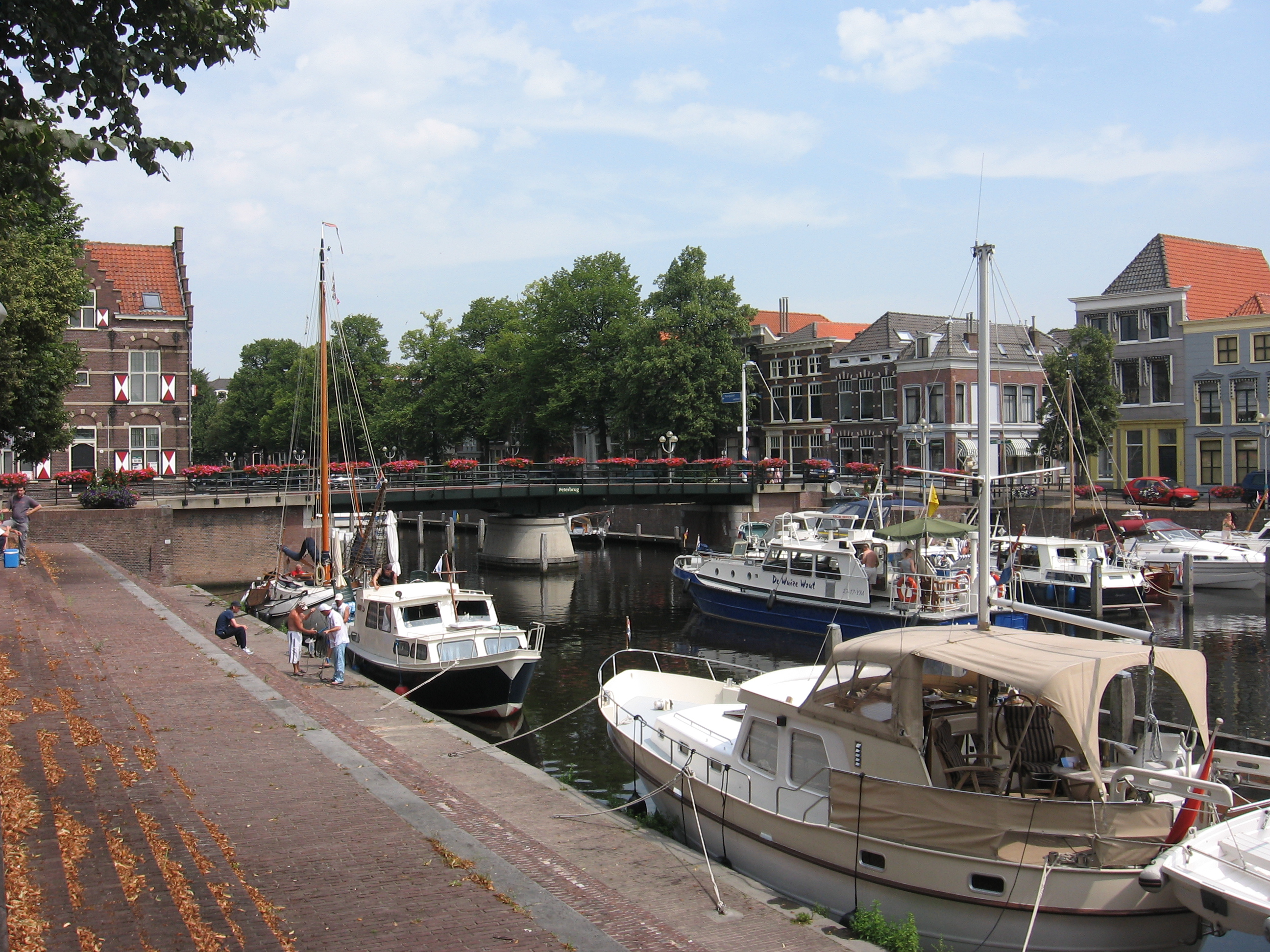
Linge in Gorinchem

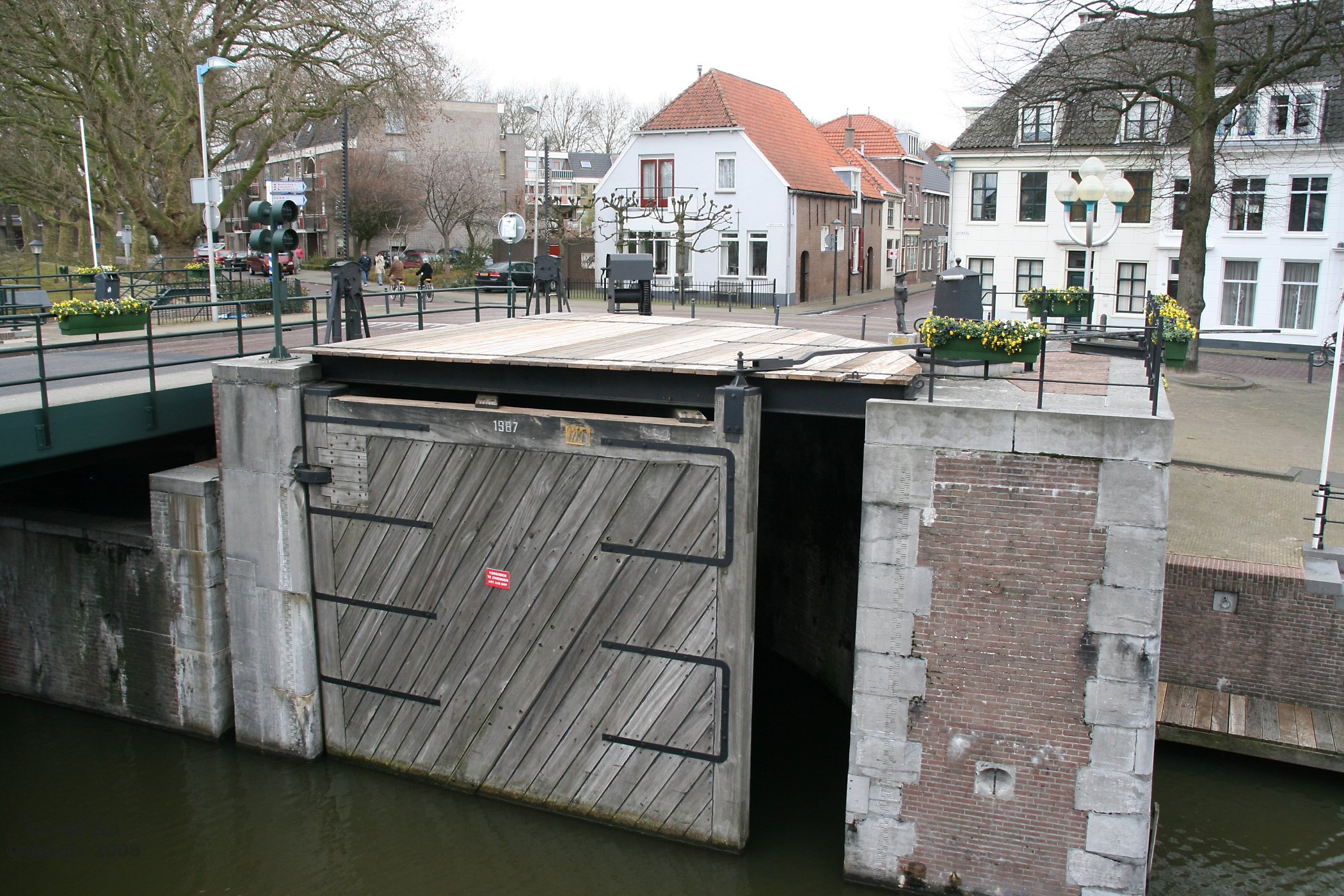
Waaierdeur van de Korenbrugsluis

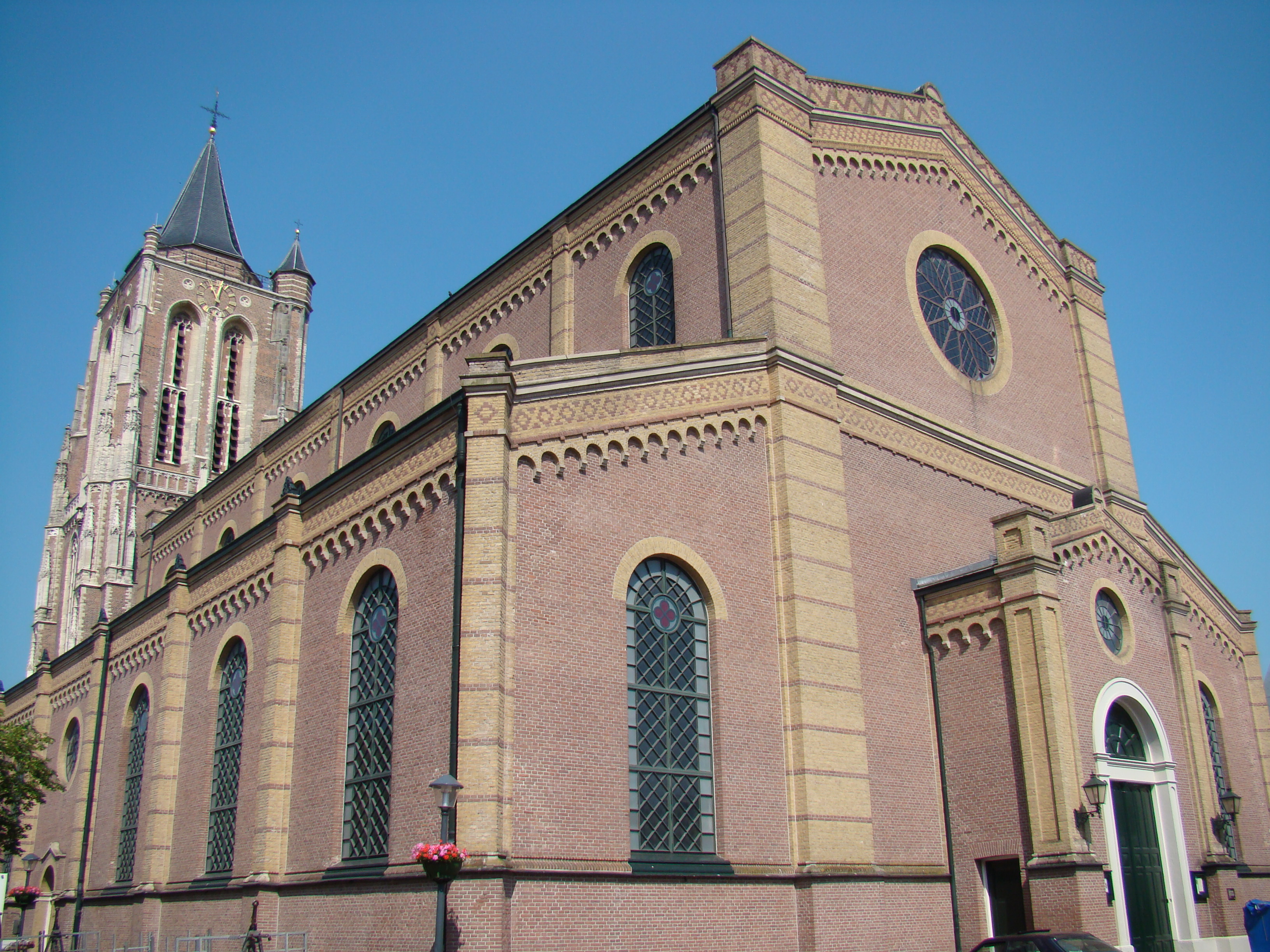
Grote Kerk

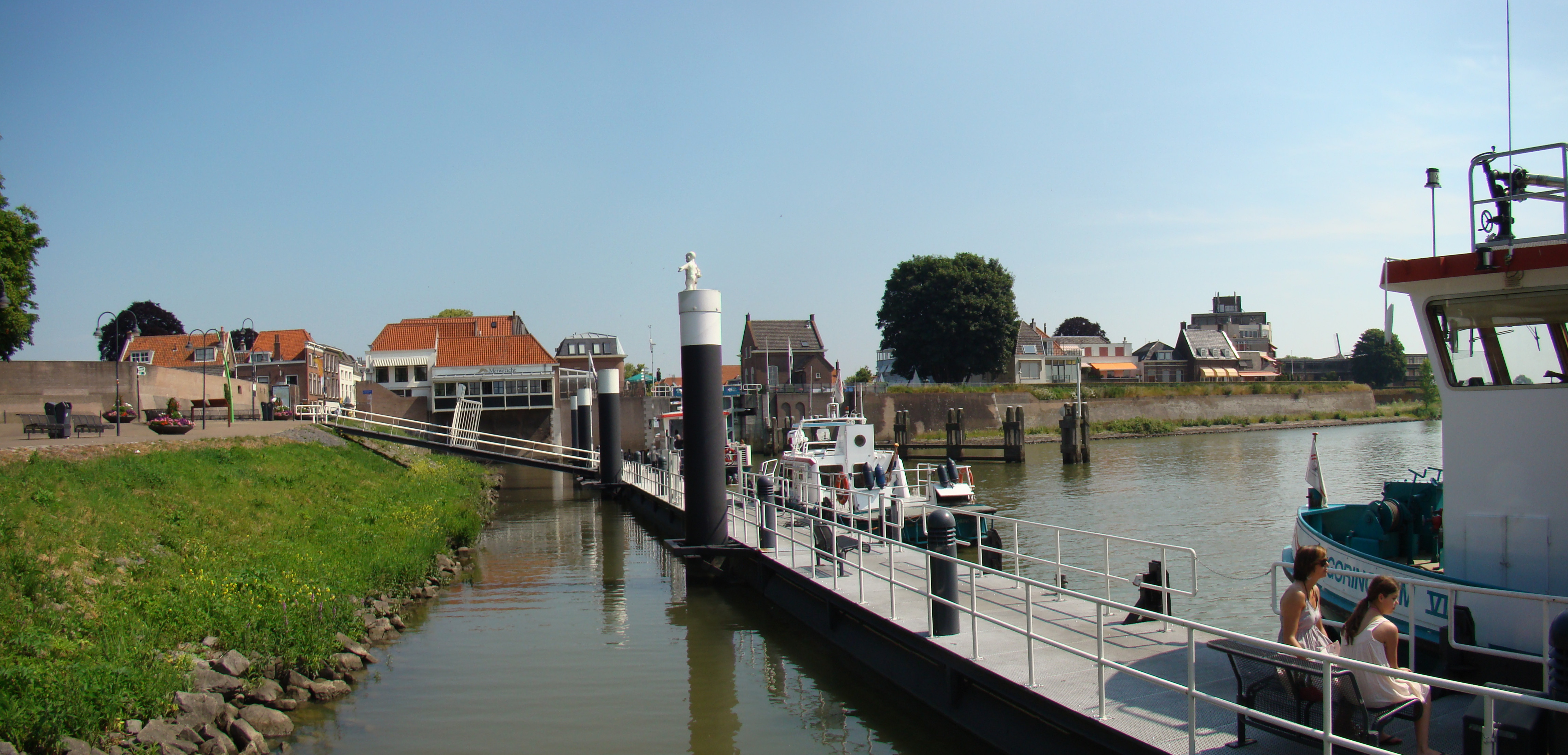
Veerhaven

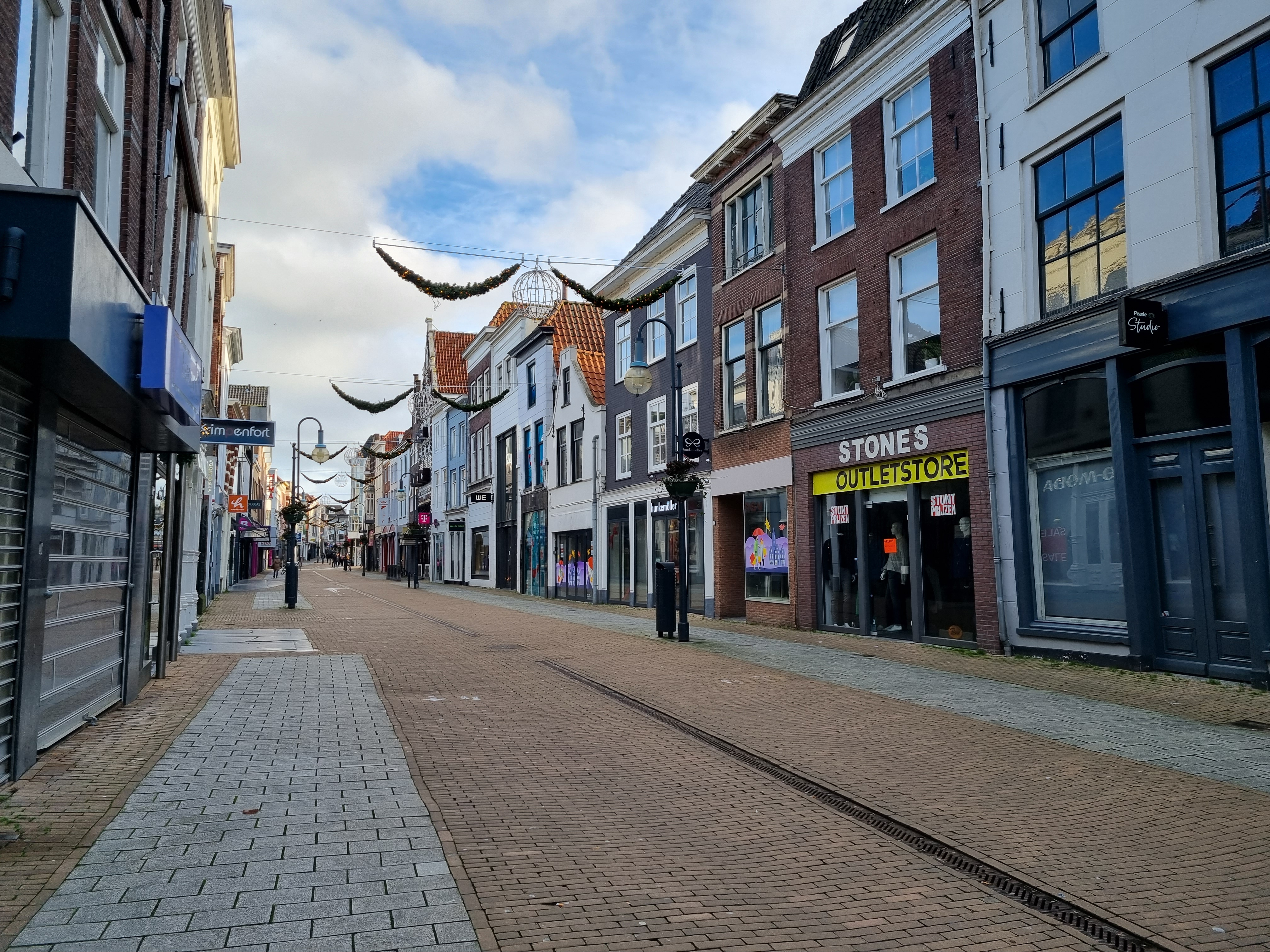
De Gasthuisstraat in Gorinchem

Gorinchem (uitspraakⓘ), uitgesproken als Gorkum en officieus ook wel geschreven als Gorcum of Gorkum, is een stad en gemeente in de Nederlandse provincie Zuid-Holland. Op een oppervlakte van 22,01 km² (waarvan 3,23 km² water) wonen 38.671 mensen (22 november 2024). Het dorp Dalem en buurtschap De Kooi behoren ook tot de gemeente Gorinchem. In het centrum van Gorinchem ligt de goed bewaarde vestingstad.
Gorinchem ligt aan de rivieren de Linge en de Boven-Merwede, met aan de overkant Sleeuwijk en Woudrichem. De gemeente heeft een station aan de westelijke Betuwelijn (Dordrecht-Geldermalsen). Ten noorden van Gorinchem loopt de snelweg A15, die gebundeld is met de Betuweroute. Ten westen van de stad loopt de A27 met als flessenhals de Merwedebrug.
De stad zelf ligt gedeeltelijk in de Alblasserwaard en gedeeltelijk in de Tielerwaard. De grens ligt ongeveer op de Lingsesdijk in Gorinchem-Oost. Het oosten van de stad (Laag Dalem en Hoog Dalem) ligt in de Tielerwaard en viel voor 1986 grotendeels op het gebied van Dalem in de gemeente Vuren, provincie Gelderland. Vanaf 1986 is dit gebied bij de gemeentelijke herindeling als wisselgeld ingedeeld bij Zuid-Holland, waarmee Vuren en Herwijnen in de kwartetgemeente Gelders konden blijven. Het dorp Dalem ligt eveneens in de Tielerwaard.

## Geschiedenis

### Eerste bewoning
Men neemt aan dat Gorinchem is ontstaan doordat vissers en boeren rond het jaar 1000 een nederzetting stichtten op wat hoger gelegen land nabij een monding van de Linge in de Merwede. Gorinchem ("Gorinks Heem", dat wil zeggen de woonplaats van de Goringa, de mensen van Goro (persoonsnaam)) wordt het eerst genoemd in een document uit 1224 waarin Floris IV de Gorcumers de tolvrijdom in het gehele graafschap Holland bevestigt.

### Vestingstad
In 1273 kocht Jan II van Arkel de havenplaats Gorinchem van de graaf van Bentheim. Nog vóór 1290 bouwde de familie Van Arkel er een eigen kasteel.
Aan het eind van de 13e eeuw werden rond de nederzetting wallen opgeworpen die versterkt waren met palissaden, dit in een poging zich te beschermen tegen overheersing door de buurstaten Holland en Gelre. Ook werden de eerste openbare gebouwen gesticht, zoals de Heilige-Geestkapel, het Gasthuis en de Kanselarijkapel.
Halverwege de 14e eeuw werden de wallen verder versterkt met stenen muren waar 7 poorten in zaten en 23 torens, waardoor een echte stadswal ontstond. Otto van Arkel verleende Gorinchem op 11 november 1382 stadsrechten. Bij een grote stadsbrand gingen in 1388 vijftienhonderd huizen, bijna de hele stad, in vlammen op (stadsbrand van Gorinchem).
Gorinchem werd in 1417 definitief door de graven van Holland ingelijfd. Door de aansluiting bij Holland bloeide de handel op en Gorinchem groeide uit tot de achtste stad van Holland. Het kasteel van de Van Arkels werd in 1412 afgebroken.
Aan het begin van de Tachtigjarige Oorlog werd Gorinchem uit Spaanse handen bevrijd op 26 juni 1572 toen het werd ingenomen door de Watergeuzen en Willem van Oranje. In diezelfde periode ging de Reformatie Gorinchem niet zonder slag of stoot voorbij. In 1566 werd de eerste protestantse kerkdienst gehouden. Op 9 juli 1572 namen de calvinistische Watergeuzen 19 rooms-katholieke priesters en broeders gevangen en voerden hen weg naar Den Briel (Brielle) waar zij in een turfschuur buiten de stadskern werden opgehangen. Deze geestelijken werden bekend als de martelaren van Gorcum. In het Gorcums Museum hangt een schilderij ter nagedachtenis aan deze gebeurtenis.
Aan het eind van de 16e eeuw waren de stadsmuren zo verzwakt dat zij werden vervangen door een nieuwe vestingwal met elf bastions. De nieuwe wal werd in 1609 afgerond en lag een stuk verder uit het centrum waardoor de stad tweemaal zo groot werd. Deze wal is nog bijna volledig intact. De vestingwal had vier stadspoorten: ten noorden de Arkelpoort, ten oosten de Dalempoort, ten zuiden de Waterpoort (waar men met de pont naar Woudrichem kan) en ten westen de Kanselpoort. Van de vier stadspoorten is alleen de Dalempoort nog over. De andere drie zijn in de 19e eeuw afgebroken om het toegenomen verkeer doorgang te verlenen. Een gedeelte van de Waterpoort bleef bewaard en is opgebouwd in de tuin van het Rijksmuseum Amsterdam. In 1673 werden de stadswallen en stadspoorten Gorinchem opgenomen in de (oude) Hollandse Waterlinie. Tegenwoordig behoren de stadswallen met vier coupures tot de Nieuwe Hollandse Waterlinie, namelijk de coupures in de Dalempoort, op de locatie van de oude Waterpoort, de sluis naar de Lingehaven en de Poterne, een smalle doorgang in de Dalemwal.
Na een bloeiperiode in de Gouden Eeuw kwam in de 18e eeuw de teruggang. Aan het eind van de Franse overheersing werd de stad ook nog zwaar beschadigd door beschietingen toen de terugtrekkende Franse troepen zich in de vesting verschansten en de stad zich pas overgaf na drie maanden belegering, het Beleg van Gorinchem (1813-1814). De Franse generaal Rampon, commandant van Gorcum, had daarvoor, ter verbetering van het schootsveld, alle houtgewas en bouwwerken zoals schuurtjes, molens en theekoepels laten verbranden of slopen tot een afstand van 450 meter van de vesting. Vervolgens werd het land onder water gezet en gaten in de toegangswegen gemaakt. Over de bastions werden honderden vuurmonden verdeeld. In de eerste weken van december werd de stad geleidelijk aan alle kanten omsingeld door de Russen en de Pruisen onder generaal Zielinsky. Maandenlang doorstond de ingesloten stad een reeks zware bombardementen. Op 4 februari 1814 werd de gehavende vesting overgegeven aan de belegeraars.
Vanaf 1815 ging de vesting Gorinchem deel uitmaken van de Nieuwe Hollandse Waterlinie. Anders dan de oude waterlinie was dit geen linie van het gewest Holland, maar een belangrijke verdedigingslinie van het nieuwe Koninkrijk der Nederlanden. Het tracé van de nieuwe linie had zich bij Gorinchem al eerder ontwikkeld. De vestingwerken van de stad zijn tot in de 20e eeuw in gebruik gebleven of aan de eisen van de tijd aangepast.
In de 19e eeuw krabbelde Gorinchem weer uit het dal door de opkomst van de industrie. De ontwikkeling van de stoommachine gaf de scheepvaart en het treinverkeer een impuls. De bereikbaarheid van de stad werd verbeterd door de aanleg van kanalen en een spoorweg. De rol van de vestingwerken was begin 20e eeuw uitgespeeld.
De dertien oudste foto's van Gorinchem dateren van rond 1860 en bevinden zich in een album van de militaire arts Petrus Jan van der Grijp, dat begin 2020 door het Gemeentearchief Venlo is verworven.

### De 20e eeuw
De eerste stadsuitbreidingen sinds de 17e eeuw vonden begin 20e eeuw plaats. Het aantal inwoners was door de bloei in de 19e eeuw weer toegenomen. De binnenstad raakte hierdoor zo vol dat er buiten de wallen woningen moesten worden gebouwd. De eerste nieuwe wijken waren de Lingewijk en West.
Van 1939 tot 1971 werd Gorinchem bestuurlijk geleid door de als conservatief bekendstaande burgemeester ridder van Rappard. Beatgroepen waren er niet echt welkom en een optreden van The Outsiders eindigde voortijdig door hardhandig optreden van de politie.
Na de Tweede Wereldoorlog werd de stad uitgebreid in noordwestelijke richting. In de jaren zeventig werd de stad in oostelijke richting uitgebreid met de wijk Wijdschild en in de jaren tachtig met het stadsdeel Laag Dalem. In 1986 werd Dalem als gevolg van gemeentelijke herindeling aan Gorinchem toegevoegd. Inmiddels is er in de oostelijke richting verder gebouwd. Op de Dalemse Donken werden 225 luxe huizen gebouwd in een waterrijke en parkachtige omgeving. Verder zijn er circa 1400 woningen gebouwd ten oosten van de Spijksesteeg, tussen de Evenementenhal van Van der Most Beheer en Dalem, die tussen 2009 en 2016 zijn opgeleverd. Dit stadsdeel is nog altijd in ontwikkeling en staat bekend als Hoog Dalem.

## Wapen, vlag en logo

### Wapen
Het wapen van Gorinchem wordt als volgt omschreven: "In goud een gekanteelde poort van keel, gedekt met 3 daken van azuur, waarop 4 naar links waaiende vanen van keel, in de poort een opgetrokken valhek van sabel en in de schildpunt een schildje van zilver, beladen met 2 beurtelings gekanteelde dwarsbalken van keel. Het schild gedekt met een gouden kroon van 3 bladeren en 2×3 parels en gehouden door 2 gouden leeuwen, getongd en genageld van keel. Wapenspreuk: Fortes Creantur Fortibus in Latijnse letters van keel op een lint van goud".
De heraldische termen keel, azuur en sabel staan voor de kleuren rood, blauw en zwart. De in de heraldiek aangegeven richting is voor de beschouwer juist andersom, hierdoor wijzen de vanen op de daken van het poortgebouw in werkelijkheid naar rechts.
De wapenspreuk van Gorinchem, Fortes creantur fortibus ("Sterken brengen sterken voort"), verschijnt voor het eerst in 1749 in een door de stad gedrukt boek. De woorden zijn waarschijnlijk ontleend aan Horatius' Carmina "Fortes creantur fortibus ac bonis" dat vrij vertaald betekent: sterken kunnen slechts worden voortgebracht door sterken en goeden.
Het stadsbestuur verzocht in het begin van de 19e eeuw officiële erkenning en zond een tekening van het wapen mét de wapenspreuk naar de Hoge Raad van Adel. De beschrijving op het wapendiploma was echter niet volledig: er stond niks vermeld over de richting van de vanen op het poortgebouw, de kleur van de nagels van de schildhouders, het valhek in de poort noch de wapenspreuk. Dit is de reden dat de Hoge Raad op 24 juli 1816 een gedeeltelijke bevestiging gaf waardoor Gorinchem het lange tijd met een uitgekleed wapen moest doen. Het gemeentebestuur heeft dit later rechtgezet en kreeg bij Koninklijk Besluit van 24 maart 1982 alsnog erkenning van het te voeren wapen.

### Vlag
Halverwege de 19e eeuw voerden sommige Gorcumse schepen een vlag met vier rode en drie witte banen. In de brede (witte) middelste baan stond een afbeelding van het stadswapen omgeven door een krans met daaronder de plaatsnaam Gorinchem. Die vlag werd opgetekend in 1857, maar werd nooit tot officiële vlag uitgeroepen.
Bij het 40-jarig regeringsjubileum van koningin Wilhelmina vond op 6 september 1938 een nationale jeugdhulde plaats. Bij deze hulde werd elke Nederlandse gemeente geacht hiervoor enkele jongeren met een gemeentevlag af te vaardigen. Bij gebrek aan een officiële gemeentevlag stelde het college van burgemeester en wethouders op 9 augustus 1938 een vlag vast die als volgt beschreven wordt: negen banen van wit en rood, waarvan de middelste baan twee keer zo hoog is als de andere.

### Logo
Het logo toont het gemeentewapen omgeven door een vierkant kader (wat verwijst naar de oude stadswallen). Rechts daarnaast staan de woorden "Gemeente Gorinchem". Boven dit geheel lopen twee parallel aan elkaar lopende rode lijnen in golfbeweging (die verwijzen naar het voor Gorinchem zo belangrijke water). Het logo is in gebruik sinds 25 april 1994, de dag waarop ook het nieuwe stadhuis in gebruik werd genomen. Het ontwerp is van de Gorcumse reclametekenaar H.K. Brik.

## Bezienswaardigheden
- Grote Kerk
- Grote Toren
- Gorcums Museum
- Grote Markt
- Lingehaven
- Haven van Gorinchem
- Vestingwallen
- Kruitmagazijnen

### Historische gebouwen
- Dit is in Bethlehem
- Dalempoort
- De Oude Doelen
- Huize Matthijs-Marijke
- Hugo de Grootpoortje
- Kapeltoren
- Molen De Hoop
- Molen Nooit Volmaakt
- Oostmolen en de Westmolen, twee wipmolens
- Rotonde
- Tolhuis
- Watertoren (Gorinchem)

### Monumenten
Een deel van Gorinchem is een beschermd stadsgezicht. In de gemeente zijn er een aantal rijksmonumenten, gemeentelijke monumenten en oorlogsmonumenten, zie:
- Lijst van rijksmonumenten in Gorinchem (plaats)
- Lijst van rijksmonumenten in Gorinchem (gemeente)
- Lijst van gemeentelijke monumenten in Gorinchem
- Lijst van oorlogsmonumenten in Gorinchem
- Lijst van Stolpersteine in Gorinchem

## Wijken
Gorinchem is bestuurlijk ingedeeld in de volgende wijken en buurten:
- Binnenstad

Bovenstad
Benedenstad
- Wijdschild
- Laag Dalem

Laag Dalem l
Laag Dalem ll
Laag Dalem-Oost
Laag Dalem-Zuid
- Hoog Dalem

Centrum
De Eilanden
Het Lint
De Donken
- Lingewijk
- Haarwijk
- Stalkaarsen
- Gildenwijk

### Bedrijventerreinen
- Avelingen-Oost
- Avelingen-West
- Oost I
- Oost II
- Papland
- Arkelsedijk I
- Arkelsedijk II
- Handelskade
- Schelluinsestraat
- Zuiderlingedijk
- Groote Haar
- Schelluinen-West

## Cultuur

### Musea
- Het Gorcums museum
- Het Hendrick Hamel Museum, naar Hendrik Hamel

### Theater
Gorinchem heeft drie theaters:
- De Nieuwe Doelen
- Theater Peeriscoop
- Theater 't Pand

### Film en tv
In Gorinchem zijn verschillende films en televisieprogramma's opgenomen. In de jaren zeventig werd er de televisieserie Waaldrecht opgenomen. De kinderfilm De Tasjesdief is grotendeels op de Grote Markt en in verschillende kleine steegjes gefilmd. In 2023 is Gorinchem voor de tweede keer (na 1989) gastheer voor de landelijke intocht van Sinterklaas. In dat kader worden er ook verschillende afleveringen van het Sinterklaasjournaal in de stad opgenomen.

### Kunst in de openbare ruimte
In de gemeente Gorinchem zijn diverse beelden, sculpturen en objecten geplaatst in de openbare ruimte, zie Lijst van beelden in Gorinchem.

## Economie

### De Vries Robbé
De Vries Robbé was een Nederlands staalconstructiebedrijf dat zijn hoofdvestiging had in Gorinchem. Het heeft bestaan van 1881 tot en met 1976. Bij het faillissement in 1976 (door toedoen van 3R, bedrijf van de latere minister president Ruud Lubbers) verloor Gorinchem zijn belangrijkste werkgever en liep de werkloosheid in de stad op tot 20%.

## Politiek

### Gemeenteraad
De gemeenteraad van Gorinchem bestaat uit 25 zetels. Hieronder de behaalde zetels per partij bij de gemeenteraadsverkiezingen sinds 1994:
| Partij                | 1994 | 1998 | 2002 | 2006 | 2010 | 2014 | 2018 | 2022 |
| --------------------- | ---- | ---- | ---- | ---- | ---- | ---- | ---- | ---- |
| Stadsbelang Gorinchem | 3    | 2    | 4    | 2    | 1    | 4    | 5    | 5    |
| Democraten Gorinchem  | -    | -    | -    | -    | -    | -    | 4    | 4    |
| PvdA                  | 7    | 7    | 6    | 8    | 6    | 5    | 3    | 3    |
| VVD                   | 3    | 5    | 5    | 3    | 5    | 3    | 3    | 3    |
| ChristenUnie**-SGP    | 2    | 2    | 2    | 2    | 2    | 3    | 2    | 2    |
| Gorcum Actief         | -    | -    | -    | -    | -    | 1    | 1    | 2    |
| D66                   | 3    | 1    | 1    | -    | 2    | 2    | 2    | 2    |
| CDA                   | 4    | 4    | 4    | 3    | 3*   | 2    | 2    | 2    |
| SP                    | -    | -    | -    | 4    | 2    | 3    | 2    | 2    |
| GroenLinks            | 1    | 1    | 1    | 1    | 2    | 2    | 1    | -    |
| AOV/Unie55+           | -    | 1    | -    | -    | -    | -    | -    | -    |
| Totaal                | 23   | 23   | 23   | 23   | 23   | 25   | 25   | 25   |

* Gedurende de periode 2010-2014 splitste de Groep Van der Roest/Elmaci zich af van het CDA, waardoor het CDA één zetel overhield
** De ChristenUnie werd in 1994 en 1998 vertegenwoordigd door haar voorgangers het GPV en de RPF

### College van burgemeester en wethouders
Het college van burgemeester en wethouders steunt op een coalitie van de volgende partijen:
- Stadsbelang
- VVD
- ChristenUnie/SGP
- Gorcum Actief
- SP

Het college wordt gevormd door:
- Burgemeester:
  - Reinie Melissant-Briene

- Wethouders:
  - F. Polatli (Stadsbelang)
  - A. Mager (VVD)
  - M.J. Molengraaf (ChristenUnie/SGP)
  - M. de Boer (Gorcum Actief)
  - E.L. Dansen (SP)

Gorinchem maakt deel uit van de Veiligheidsregio Zuid-Holland-Zuid.

## Verkeer en vervoer

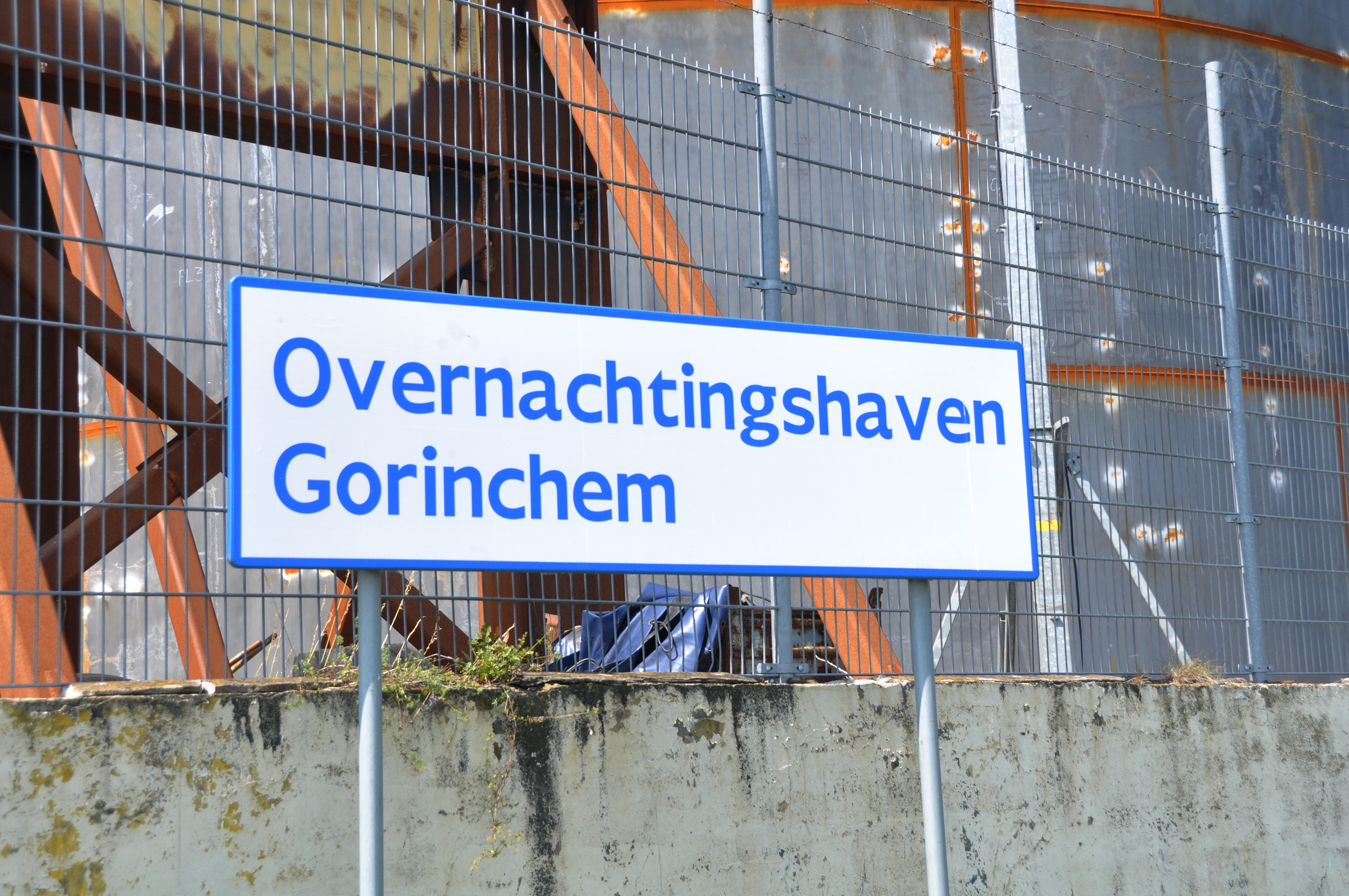

Gorinchem heeft een aantal havens aan de Merwede. De grootste is de Overnachtingshaven Gorinchem, die door de branche van oudsher meestal vluchthaven Gorinchem wordt genoemd. De haven geeft ook toegang tot de Grote Merwedesluis naar het Merwedekanaal. 
In de oostelijke hoek van de haven is een jachthaven. 
Door het centrum loopt in het verlengde van de Linge de Lingehaven, met op de kop de Lingesluis waar geschut kan worden naar de Merwede, mits de vastgezette bruggen kunnen worden gepasseerd. 
Aan de Ondervloed liggen een aantal historische schepen, waarvan er enkele varend monument zijn. 

### Wegverkeer
Bij het knooppunt Gorinchem aan de noord-westzijde van de stad kruisen elkaar twee rijkswegen, de A15 en de A27. De laatstgenoemde maakt gebruik van de Merwedebrug.

### Openbaar vervoer
Water
"Buiten de Waterpoort" is de aanlegplaats van de reguliere bootdiensten van Riveer op de Merwede, in het gebied rond Gorinchem. De pont naar Woudrichem, Boven-Hardinxveld en Werkendam. Er is ook een aanlegplaats voor de riviercruiseschepen. Bij het autoafzetsteiger, het Calamiteitensteiger, kan door de langsvarende schepen ook van bemanning worden gewisseld. 
Trein
De treinen in de richtingen Dordrecht en Geldermalsen van de MerwedeLingelijn, onderdeel van de spoorlijn Elst - Dordrecht, stoppen op het station Gorinchem. Deze spoorverbinding wordt sinds december 2018 onder de noemer R-net geëxploiteerd door Qbuzz. Het stationsgebouw van architect Cees Douma dateert uit 1971 en verving een gebouw van het "standaardtype Sneek" dat vanaf 1883 in Gorinchem heeft gestaan.
Bus
Qbuzz verzorgt een aantal stadsbuslijnen in Gorinchem. De streekbusdiensten worden geëxploiteerd door zowel Qbuzz als Arriva.
De streek- en buurtbussen rijden in de richting van o.a. Geldermalsen, Leerdam, 's-Hertogenbosch, Breda, Utrecht en Sliedrecht.

## Sport
- Turnvereniging OKK
- Voetbalvereniging GVV Raptim
- Voetbalvereniging SVW
- Voetbalvereniging GVV Unitas
- Voetbalvereniging GJS Jonge Spartanen
- Tennisclub Overwaard
- Hockeyclub GHC Rapid
- Korfbalvereniging GKV (korfbal)
- Atletiek en Triathlonvereniging Typhoon
- Bowling en Squash de Molenvliet
- Jou de Boules Vereniging Les Boulistes
- Biljartcentrum Midget-Gilde
- Duikvereniging OSCG
- Caribabad (zwembad)
- Sporthal De Hoefslag
- Sportclub Gorkum

## Onderwijs
Gorinchem heeft twaalf middelbare scholen:
- De Noordhoek
- Fortes Lyceum
- Gilde Vakcollege Techniek
- Gomarus Gorinchem
- Gymnasium Camphusianum
- ISK De Toekomst
- Lyceum Oudehoven
- Omnia College
- Tiener College
- Uilenhof MAVO HAVO Junior
- Vita College
- Windroos

## Bekende personen uit Gorinchem
Dit is een lijst van personen met een artikel op Wikipedia die geboren zijn, gewoond hebben en/of gestorven zijn in Gorinchem.

### Geboren in Gorinchem
- Lies van Aelst (Eerste Kamerlid)
- Kenny Anderson (voetballer)
- Elroy Asmus (voetballer)
- Sjoerd Bax (wielrenner)
- Jan Beekmans (kno-arts en politicus)
- Abraham Bloemaert (schilder)
- Evan Bogerd (organist)
- Aegidius van Braam (vice-admiraal)
- Ruud Brood (profvoetballer en trainer)
- Raïsa Schoon (beachvollybalster)
- Dirk Rafaelsz. Camphuysen (dichter, denker, dominee)
- Gert van Engelen (journalist en publicist)
- Willem Hessels van Est (theoloog)
- Ida Gerhardt (1905-1997), dichteres
- Agnieta Gijswijt (schilder en tekenaar)
- Diederik Gommers (intensivist en anesthesioloog)
- Gerard den Haan (voormalig profvoetballer)
- Hendrik Hamel (zeevaarder, tevens overleden in Gorinchem)
- Jan van der Heyden (kunstenaar en uitvinder)
- Marco van Hoogdalem (profvoetballer)
- Marius Cornelis van Houten (militair en museumdirecteur)
- Frenkie de Jong (voetballer)
- Geertje Kuijntjes (ooit de oudste inwoner van Nederland, tevens overleden in Gorinchem)
- Puck Louwes (voetbalster)
- Mien Marchant (schilder)
- Jan van Mersbergen (schrijver)
- Naaz Mohammad (zangeres)
- Jan van Munster (kunstenaar)
- Nanne Nauta (dichter)
- Aert van der Neer (1603-1677), schilder
- Hadriaan van Nes (1942- 2024), roeier
- Max Nord (dichter, journalist)
- Nicolaas Pieck (geestelijke en heilige)
- Corien Prins (hoogleraar Recht en Informatisering)
- Chantal Quak (presentatrice radio en tv)
- Henk van Randwijk (onderwijzer, journalist, verzetsstrijder)
- Marcus Ravenswaaij (beeldhouwer)
- Arie Romijn (voetballer)
- Hanny van Rossum-Krijgsman (verzetsvrouw)
- Mien van 't Sant (schrijfster)
- Jari Schuurman (voetballer)
- Alexander Sizoo (Nederlands classicus)
- Ardy Stemerding (verslaggever NOS- journaal)
- Daniël Jan Steyn Parvé (onderwijsinspecteur, medegrondlegger HBS)
- Arius van Tienhoven (arts)
- Anthonie Verstraelen (schilder)
- Nikos Vertis (zanger)
- Hanna van Vliet (actrice)
- Piet Vroon (psycholoog en hoogleraar)
- Lieke de With (voetbalster)
- Dinand Woesthoff (zanger)
- Laura de Zwart (volleybalster)

### Woonachtig geweest in Gorinchem
- Adriaan Anthoniszoon (vestingbouwer)
- Hugo de Groot (rechtsgeleerde)
- Cornelis Johannes Kneppelhout (rechtsgeleerde en schrijver)
- Adrianus Johannes Kroef (zeeofficier)
- Anton Mussert (NSB-leider)
- Louis Rudolph Jules van Rappard (politicus, van 1939 tot 1971 burgemeester van Gorinchem)
- Marinus Spronk (lid verzet)
- Paulus van der Veen (gouverneur van Suriname)
- Mattheus Wijtmans (schilder)
- Karel de Stoute (hertog en graaf) [12]

### Overleden in Gorinchem
- Ludo Bleys (geestelijke en verzetsstrijder)
- Jan Bonefaas (organist, componist)
- Ad Dekkers (beeldhouwer)
- Jan Kamman (fotograaf, schilder)
- Irma von Maubeuge, (Duits Nederlands beeldhouwer)
- Anna Muggen, († 1608), heks
- Grietje Post, bekend persoon uit Man bijt hond
- Maarten Schakel sr. (politicus en verzetsstrijder)
- Nathan Schöyer (arts)
- Frank Wels (voetbalinternational)

## Stedenbanden
- Kangjin (Zuid-Korea, 1998)
- Sint-Niklaas (België)
- Lucca (Italië)

## Aangrenzende gemeenten
| Aangrenzende gemeenten | Aangrenzende gemeenten | Aangrenzende gemeenten | Aangrenzende gemeenten | Aangrenzende gemeenten |
| ---------------------- | ---------------------- | ---------------------- | ---------------------- | ---------------------- |
| Molenlanden            |                        |                        |                        |                        |
|                        |                        |                        |                        |                        |
| Hardinxveld-Giessendam | West Betuwe (Gld)      |                        |                        |                        |
|                        |                        |                        |                        |                        |
|                        |                        | Altena (NB)            |                        | Zaltbommel (Gld)       |